# Alan Cooke
Alan Cooke (* 23. März 1966) ist ein englischer Tischtennisspieler. Mit 40 Jahren steht Cooke, der 1998 schon einmal vom aktiven Sport zurückgetreten war, immer noch an Nr. 1 der englischen Rangliste.
Momentan spielt er in der Schweiz beim CTT Meyrin (AGTT) in der Nationalliga A.
Bei den Senioren-Weltmeisterschaften im Tischtennis (15.–20. Mai 2006 in Bremen), an denen er erstmals teilnahmeberechtigt war, wurde er Einzel-Weltmeister in der Klasse Senioren 40. Nach seinem überraschend klaren 3:0-Erfolg (12:10, 11:7, 11:7) im Halbfinale über den Titelverteidiger der 40er-Klasse, Mikael Appelgren (Schweden), konnte er sich auch im Endspiel knapp mit 3:2 (11:4, 9:11, 13:11, 7:11, 11:8) gegen Peter Aranyosi (Ungarn) durchsetzen.

## Größte Erfolge
- Sechsmaliger englischer Meister im Herren-Einzel
- Neunmaliger englischer Meister in Herren-Doppel
- Einmaliger Commonwealth-Meister im Herren-Einzel
- Viermaliger Commonwealth-Meister im Mannschaftswettbewerb
- Zweimaliger Vize-Europameister mit der Mannschaft
- Bronzemedaillengewinner mit der Mannschaft im World Team Cup
- Siebenmalige Teilnahme an Weltmeisterschaften (1985–1997)
- Senioren-Weltmeister im Einzel in der Klasse Senioren 40

## Vereine
- Malmö FF  (1993)

## Turnierergebnisse
| Verband | Veranstaltung            | Jahr | Ort                    | Land | Einzel           | Doppel           | Mixed        | Team |
| ------- | ------------------------ | ---- | ---------------------- | ---- | ---------------- | ---------------- | ------------ | ---- |
| ENG     | Commonwealth Meistersch. | 2004 | Kuala Lumpur           | MAS  |                  |                  | Silber       |      |
| ENG     | Commonwealth Meistersch. | 1997 | Glasgow                | SCO  | Silber           | Silber           |              | 1    |
| ENG     | Commonwealth Meistersch. | 1995 | Singapur               | SIN  | Silber           |                  |              |      |
| ENG     | Commonwealth Meistersch. | 1994 | Hyderabad              | IND  | Silber           |                  |              | 1    |
| ENG     | Commonwealth Meistersch. | 1989 | Cardiff                | WAL  | Gold             |                  |              | 1    |
| ENG     | Commonwealth Meistersch. | 1985 | Douglas                | IMN  | Silber           |                  |              | 1    |
| ENG     | Europameisterschaft      | 1992 | Stuttgart              | GER  |                  |                  |              | 2    |
| ENG     | Europameisterschaft      | 1990 | Göteborg               | SWE  | Viertelfinale    | Viertelfinale    |              |      |
| ENG     | Europameisterschaft      | 1988 | Paris                  | FRA  |                  |                  |              | 2    |
| GBR     | Olympische Spiele        | 1992 | Barcelona              | ESP  | keine Teiln.     | sofort ausgesch. |              |      |
| GBR     | Olympische Spiele        | 1988 | Seoul                  | KOR  | sofort ausgesch. | sofort ausgesch. |              |      |
| ENG     | Pro Tour                 | 2005 | Velenje                | SVN  | Viertelfinale    |                  |              |      |
| ENG     | Pro Tour                 | 1997 | Kettering              | ENG  | Rd 1             | Rd 1             |              |      |
| ENG     | Weltmeisterschaft        | 1997 | Manchester             | ENG  | letzte 128       | letzte 128       | keine Teiln. | 14   |
| ENG     | Weltmeisterschaft        | 1995 | Tianjin                | CHN  | letzte 128       | letzte 32        | keine Teiln. | 13   |
| ENG     | Weltmeisterschaft        | 1993 | Göteborg               | SWE  | letzte 64        | letzte 64        | keine Teiln. | 12   |
| ENG     | Weltmeisterschaft        | 1991 | Chiba City             | JPN  | letzte 64        | letzte 64        | keine Teiln. | 10   |
| ENG     | Weltmeisterschaft        | 1989 | Dortmund               | FRG  | letzte 64        | Viertelfinale    | keine Teiln. | 9    |
| ENG     | Weltmeisterschaft        | 1987 | New Delhi              | IND  | letzte 16        | Qual             | keine Teiln. | 12   |
| ENG     | Weltmeisterschaft        | 1985 | Göteborg               | SWE  | letzte 128       | letzte 64        | letzte 64    | 10   |
| ENG     | WTC-World Team Cup       | 1994 | Nimes                  | FRA  |                  |                  |              | 5    |
| ENG     | WTC-World Team Cup       | 1991 | Barcelona              | ESP  |                  |                  |              | 5    |
| ENG     | WTC-World Team Cup       | 1990 | Hokkaido, Aomori, Niig | JPN  |                  |                  |              | 3    |